# نهر صقاريا

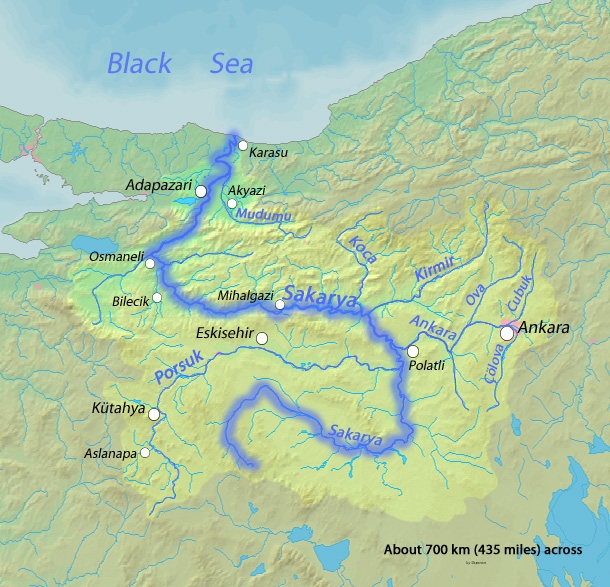
خريطة نهر الصقاريا

نهر صقاريا (بالتركية: Sakarya Irmağı، باليونانية: Σαγγάριος، بالرومانية: Sangarios، باللاتينية: Sangarius) هو ثالث أطول نهر في تركيا. يمر عبر المنطقة المعروفة في العصور القديمة باسم فريجيا. وقد اُعتبر أحد الأنهار الرئيسية في الأناضول في العصور القديمة الكلاسيكية، وهو مذكور في الإلياذة وفي الثيوغونيا ويظهر اسمها بأشكال مختلفة مثل ساجرافوس وسانجاريس.

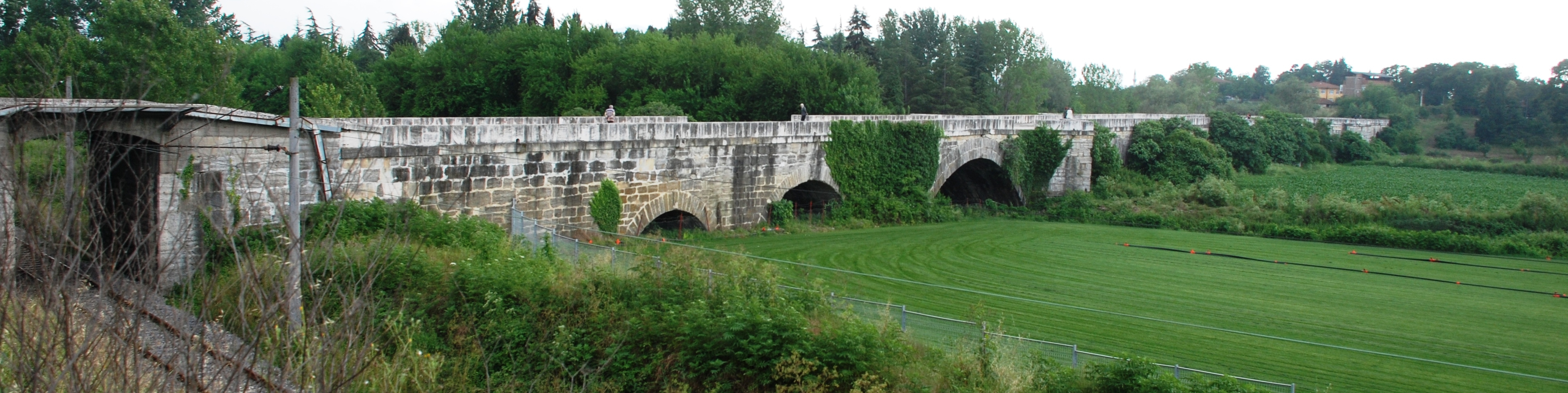
جسر سانغاريوس أنشأه جستنيان الأول

## الجيوجرافيكا
في الجيوجرافيكا، كتب سترابو أنه خلال العصور القديمة الكلاسيكية، كان للنهر مصادره على جبل أدوروس، بالقرب من بلدة سانجيا في فريجيا، ليس بعيدًا عن الحدود الغلاطية، وتدفق في مسار متعرج للغاية، أولاً في الشرق، ثم في الشمال، ثم في الشمال الغربي، وأخيرًا في الاتجاه الشمالي عبر بيثينيا إلى البحر الأسود. في جزء واحد من مساره شكل النهر الحدود بين فريجيا وبيثينيا. وفي العصور المبكرة كان يحد بيثينيا من الشرق. كان الجزء البيثيني من النهر قابلاً للملاحة، وتم الاحتفال به لوفرة الأسماك الموجودة فيه. كانت روافده الرئيسية هي ألاندر وباثيس وثيمبرس وجالوس.

## المنبع
منبع النهر هو هضبة بايات التي تقع إلى الشمال الشرقي من أفيون قره حصار. وينضم مع نهر بورسك بالقرب من بلدة بولادلي، ويمر النهر عبر سهول آدابازاري قبل الوصول إلى البحر الأسود. في الماضي عبر نهر ساكاريا جسر سانجاريوس الذي شيده الإمبراطور الروماني الشرقي جستنيان الأول والذي حكم من 527 وحتى 565.

## الإمبراطورية البيزنطية والعثمانية
في القرن الثالث عشر، كان وادي ساكاريا جزءًا من الحدود بين الإمبراطورية البيزنطية ومنزل قبائل سوغوت. بحلول عام 1280، قام الإمبراطور البيزنطي ميخائيل الثامن باليولوج ببناء سلسلة من التحصينات على طول النهر للسيطرة على المنطقة، ولكن الفيضانات في عام 1302 غيرت مجرى النهر وجعلت التحصينات عديمة الفائدة. هاجرت قبائل سوغوت عبر النهر ومضت لتأسيس الإمبراطورية العثمانية.
من المصب إلى المنبع ، يوجد في سقاريا أربعة سدود: أكشاي، ينيس، غوكشكايا

## انطر أيضا
- معركة سقاريا
- صقاريا (محافظة)